# Мокану, Сергей Иванович
Сергей Ива́нович Мока́ну (рум. Sergiu Mocanu; род. 6 июня 1961, село Чобалакчия, Кантемирский район, Молдавская ССР, СССР) — молдавский политик, лидер партии «Республика Объединения».

## Биография
Сергей Мокану родился 6 июня 1961 года в селе Чобалакчия Кантемирского района Молдавской ССР в семье Ивана Николаевича, который был председателем сельского совета, и Нины Филипповны, которая была учительницей. Окончил физико-математический факультет тираспольского Педагогического университета. Работал учителем физики и астрономии, директором школы, начальником районного Управления культуры, заместителем председателя районного исполнительного комитета, редактором еженедельника «Țara» («Страна»).
В 1992 году участвовал заместителем командира роты карабинеров в приднестровском вооружённом конфликте, был ранен. Награждён Орденом Штефана чел Маре.
С 2002 года обладает гражданством Румынии.
Сергей Мокану является президентом Аэроклуба Кишинёв, пилотом и парашютистом.

### Политическая деятельность
В периоды 1994—1997 и 1998—2001 года Сергей Мокану становился депутатом парламента Молдовы будучи членом Христианско-демократического народного фронта (ХДНФ).
В 1994 году Сергей Мокану становится депутатом парламента Молдовы посредством прохождения в парламент Христианско-демократического народного фронта. В марте 1997 года сдаёт мандат депутата.
В 1998 году Сергей Мокану снова избирается в парламент посредством прохождения в парламент Избирательного блока «Демократическая конвенция Молдовы» (ИбДКМ), в составе которого находился Христианско-демократический народный фронт. 24 ноября 1998 года Сергея Мокану исключают из ХДНФ. Позднее он присоединяется к Партии возрождения и согласия Молдовы, под руководством экс-президента Мирчи Снегура. Являлся членом партии и одним из её руководителей до лета 2003 года.
В 2002 году Сергей Мокану баллотируется на должность председателя Либеральной партии, однако он проигрывает эту должность Вячеславу Унтилэ.
2 февраля 2004 года Сергей Мокану становится советником президента Республики Молдова по особым поручениям. По словам Мокану он пошёл на данную должность после того, как президент Молдовы Владимир Воронин отказался подписывать Меморандум Козака - план решения приднестровского конфликта через федерализацию Молдовы. По словам Мокану, отказаться от подписания меморандума Воронина убедил экс-верховный представитель Союза по иностранным делам и политике безопасности Хавьер Солана. В этой должности Сергей Мокану занимался отношениями с Румынией и с Политикой Нового соседства Европейского союза. Освобождён от должности 26 июня 2007 года в связи с поданным прошением об отставке.
В середине сентября 2008 года было возбуждено уголовное дело на сыновей Сергея Мокану (Адриан и Роман) по факту хулиганства. Сами обвиняемые отрицали свою вину, так как в их действиях не было компонентов для обвинения в хулиганстве. 29 марта 2012 года суд первой инстанции приговорил обоих братьев каждому по штрафу в размере 500 условных единиц (на тот момент по 10.000 молдавских леев). 28 ноября 2013 года Уголовная коллегия Апелляционной палаты Кишинёва частично изменила решение первой инстанции и оправдала старшего из братьев (Романа). В отношении Адриана приговор остался неизменным. 27 мая 2014 года Высшая судебная палата вынесла решение об освобождении от уголовной ответственности Адриана в связи с истечением срока давности привлечения к уголовной ответственности.
По версии Сергей Мокану дело было заведено по заказу Президента Владимира Воронина.
После массовых беспорядков в Кишинёве в апреле 2009 года Сергей Мокану был арестован 8 апреля 2009 года около 10:30 по обвинению в организации общественных беспорядков. Сергей Мокану заявил, что предъявленные ему обвинения являются политическим заказом со стороны президента Воронина. Дело Сергей Мокану было отправлено в Европейский суд по правам человека. 31 июля 2009 года Сергей Мокану был освобождён из под ареста.
4 августа 2010 года Сергей Мокану объявил, что он начал кампанию по борьбе с мафией. По мнению Мокану мафия в лице бизнесмена Владимира Плахотнюка стала контролировать политику Республики Молдова после июльских выборов 2009 года через Альянс за европейскую интеграцию, в особенности через председателя Демократической партии Молдовы Мариана Лупу. Также Сергей Мокану обвинил не только Владимира Плахотнюка в том, что он является главой мафии, и в том, как он им стал благодаря своей связи с семьёй Президента Владимира Воронина (в том числе и с его сыном Олегом Ворониным) но и генерального прокурора Молдовы Валерия Зубко, директора Центра по борьбе с экономическими преступлениями и коррупцией (ЦБЭПК) Виорела Кетрару и министра информационных технологий и связи Молдовы Александра Олейника в прямой лояльности Плахотнюку.
В результате этих обвинений на Сергей Мокану подали в суд за клевету. Во всех случаях Мокану проиграл иски, его имущество было арестовано, и его обязали выплатить разные суммы ущерба отдельным личностям. Несмотря на решение суда Сергей Мокану считает решения суда заказными по требованию Плахотнюка, и он на данный момент отказывается исполнять судебные решения.
Сергей Мокану баллотировался в парламент на досрочных выборах 2010 года от партии «За народ и Отечество». По результатам выборов партия набрала 0,28% голосов избирателей и не преодолела избирательный барьер.
В настоящее время Сергей Мокану является лидером политической партии «Народное движение «Антимафия». Также начиная с конца 2011 года в каждую среду в 20:30 на сайте antimafie.md имеет свою авторскую программу в жанре монолога, в котором комментирует события в Молдове и мире из настоящего и прошлого политического и неполитического характера, а также отвечает на вопросы зрителей.
6 января 2013 год на Сергей Мокану сообщает об убийстве, совершённом 23 декабря 2012 года в заповеднике «Пэдуря домняскэ», расположенного в Глодянском и Фэлештском районах. Дело было резонансным, так как там имела место охота, законность которой была спорной, и на той охоте принимали участие наивысшее руководители судебной системы и прокуратуры, а также некоторые политики. Участники охоты пытались скрыть убийство, однако им это не удалось. В результате был убит бизнесмен Сорин Пачу. Вину на себя взял участвующий на охоте заместитель председателя Апелляционной палаты Кишинёва Ион Крецу, однако по словам Сергея Мокану убийство совершил генеральный прокурор Республики Молдова Валерий Зубко.
В результате вскрытия этого события образовался политический кризис, в результате которого 13 февраля 2013 года председатель Либерал-демократической партии Молдовы, по совместительству премьер-министр РМ Владимир Филат объявил о выходе из Альянса за европейскую интеграцию-2 (АЕИ-2). Далее последовала отставка Владимира Плахотнюка с поста первого вице-председателя Парламента голосами ЛДПМ, ПКРМ и некоторыми депутатами, путём упразднения данной должности. Далее голосами ДПМ, ПКРМ и некоторыми депутатами был отправлен в отставку Владимир Филат с должности премьер-министра за подозрение в коррупции. 22 апреля 2013 года Конституционный суд Молдовы выносит постановление о том, что человек, которого подозревают в коррупции, не может становиться премьер-министром. Данное утверждение является спорным, так как местные эксперты утверждали, что Конституционный суд не является независимым институтом, а решение было направлено против Филата. После этого 25 апреля 2013 года последовала отставка Мариана Лупу с должности Председателя Парламента.
На парламентских выборах 2014 года возглавил избирательный список партии. По результатам выборов партия набрала 1,74% голосов избирателей и не преодолела избирательный барьер, тем самым Сергей Мокану депутатом не стал.
На парламентских выборах 2019 года возглавил избирательный список партии. По результатам выборов партия набрала 0,61% голосов избирателей и не преодолела избирательный барьер, тем самым Сергей Мокану депутатом не стал.

## Семейное положение
Женат, имеет двух сыновей.